# Richard Rogers
Richard Rogers (Firenze, 1933. július 23. – London, 2021. december 18.) angol építész.

## Életpályája

### Munkái
Művei között van a párizsi Pompidou központ és a madridi Barajasi repülőtér 4-es terminálja. 1978-ban Perret-díjat, 2006-ban a Velencei Építészeti Biennálén Arany Oroszlán életműdíjat kapott. 2007-ben a Pritzker-díj díjazottja lett. 2009-ben irodája nyerte a RIBA Stirling Prize díjat a londoni Maggie's Centre gondozási központért.

## Képtár

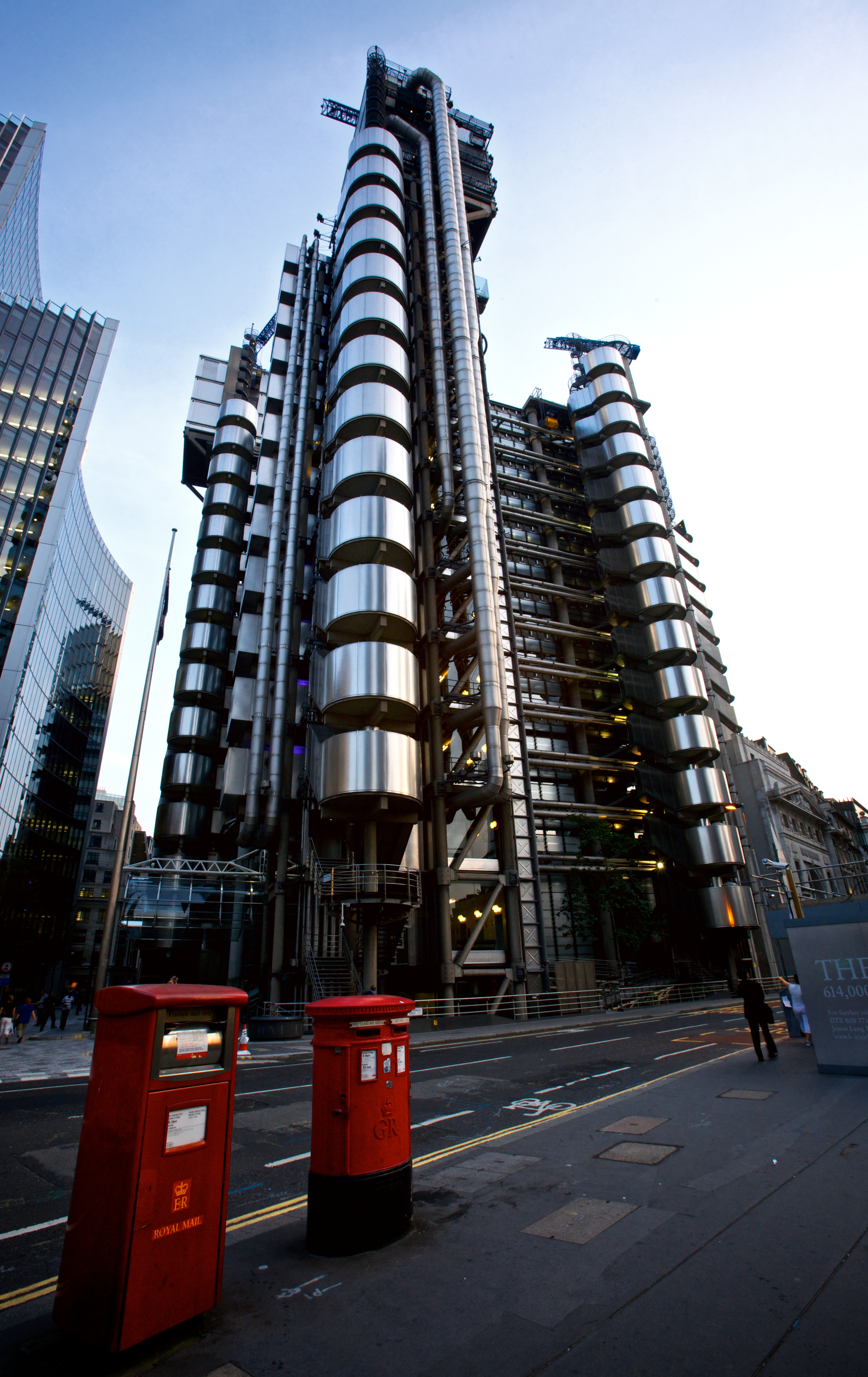
Lloyd's, London
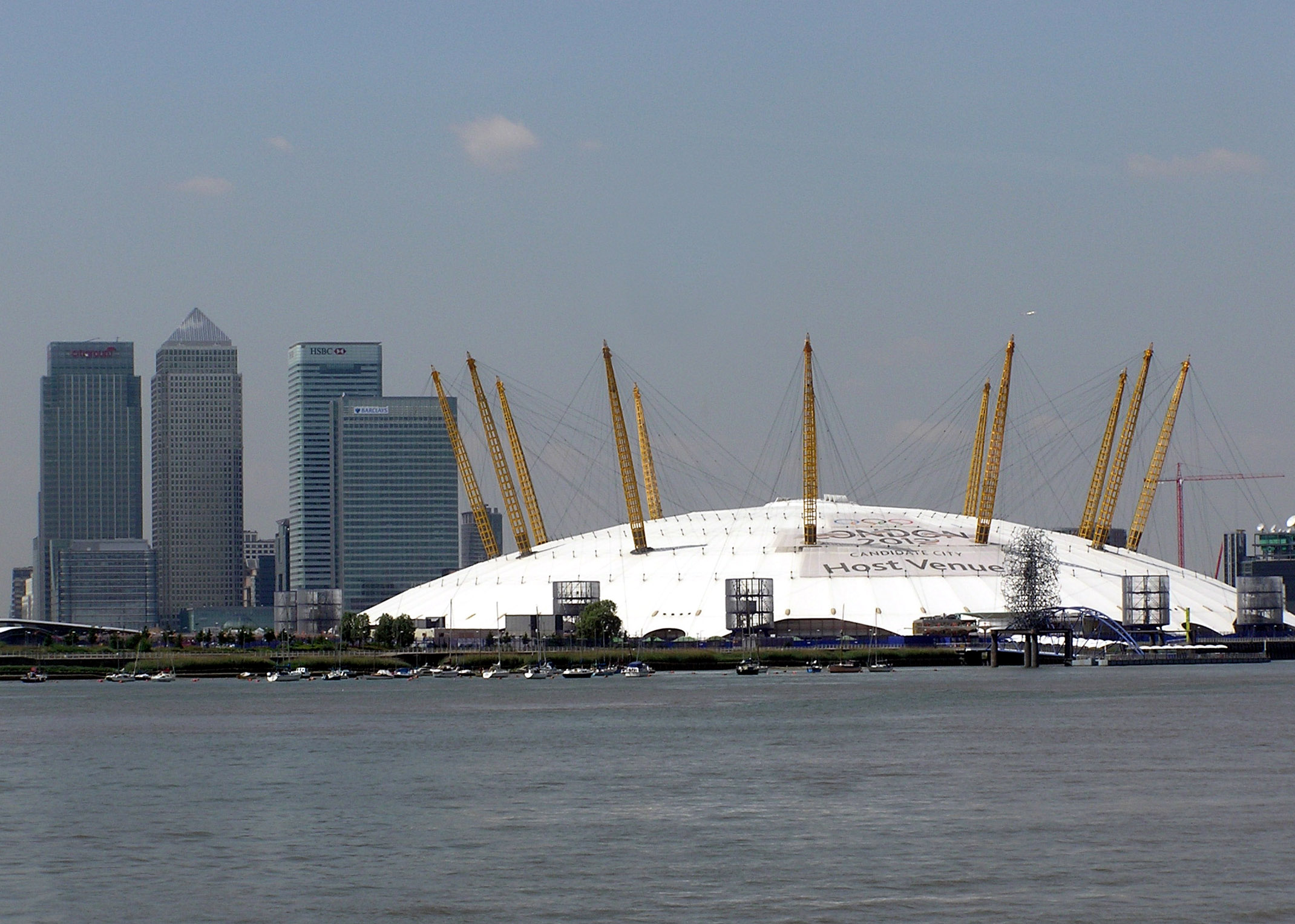
A londoni Millennium Dome
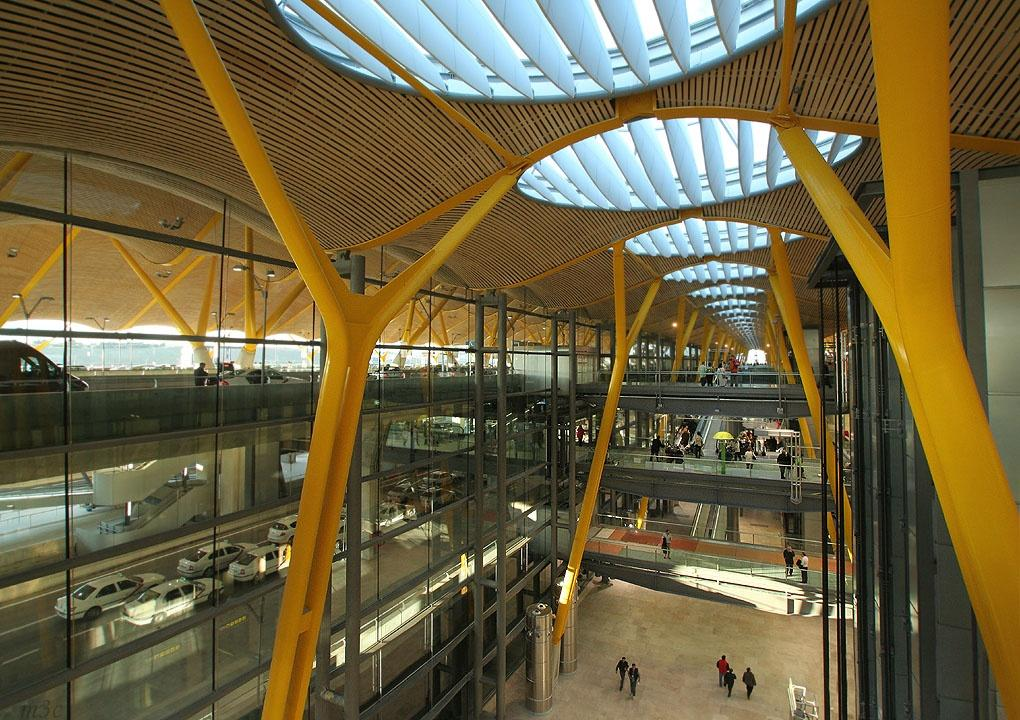
Madrid-Barajasi repülőtér